# Réception critique
La réception critique est l'appréciation publique d'une œuvre littéraire ou artistique, au moment de sa rédaction, de sa publication ou de sa présentation.

## Enjeux
Les théories de la réception et de la lecture selon l'école de Constance (notoriété provenant des lecteurs) fait l'objet d'une théorie dans le domaine littéraire, soulignant l'appréciation de ses lecteurs devant une œuvre écrite.
Le domaine de l'herméneutique (théorie de la lecture, de l'explication et de l'interprétation des textes) est invoqué dans cette définition.
En sociologie, la réception critique d'une œuvre ou d'un message intéresse pour le phénomène d'appropriation par son audience en jeu, le comble que vient créer l'apparition de cette œuvre telle qu'elle est interprétée dans la dynamique sociale des groupes. Le sens littéraire d'une œuvre peut être complètement chamboulée à la suite de sa réception critique, ceci en fonction de l'attitude psycho-sociale de son audience. Le mécanisme à la base de cette approche est identifié par le théoricien politique Antonio Gramsci : « l'homme actif de la masse agit pratiquement, mais il n'a pas claire conscience théorique de cette activité qui est la sienne, qui pourtant est une connaissance du monde dans la mesure où elle le transforme » ,.

## Critiques
Le sociologue jamaïcain Stuart Hall, en tant que théoricien de la culture, a contribué à la description des phénomènes invoqués dans la réception critique d'un livre.
Hans Robert Jauss est un historien et théoricien allemand de la littérature française, connu pour sa théorie de la réception selon l'école de Constance. Sa théorie de la réception visait à établir une nouvelle façon de faire l'histoire littéraire.

## Exemples de réceptions critiques
- Réception de la pensée de Nietzsche
- Accueil de la critique et postérité de Jane Austen
- Reputation of William Shakespeare (en)
- Influence and reception of Søren Kierkegaard (en)
- Reception of J. R. R. Tolkien (en)